# Coronación de Eduardo VII del Reino Unido y Alejandra de Dinamarca
La coronación de Eduardo VII y Alejandra de Dinamarca como rey y reina del Reino Unido y los dominios británicos, y como emperador y emperatriz de la India, tuvo lugar en la Abadía de Westminster, en la ciudad de Londres, el 9 de agosto de 1902. Originalmente programada para el 26 de junio de ese año, la ceremonia se había pospuesto con muy poca antelación, porque el rey había enfermado de un absceso abdominal que requirió cirugía inmediata.  A diferencia de la coronación anterior, unos 64 años antes, la de Eduardo se planeó cuidadosamente como un espectáculo que reflejara la influencia y la cultura del Imperio Británico, entonces en el apogeo de su poder, pero también como una ocasión religiosa significativa.

## Preparativos

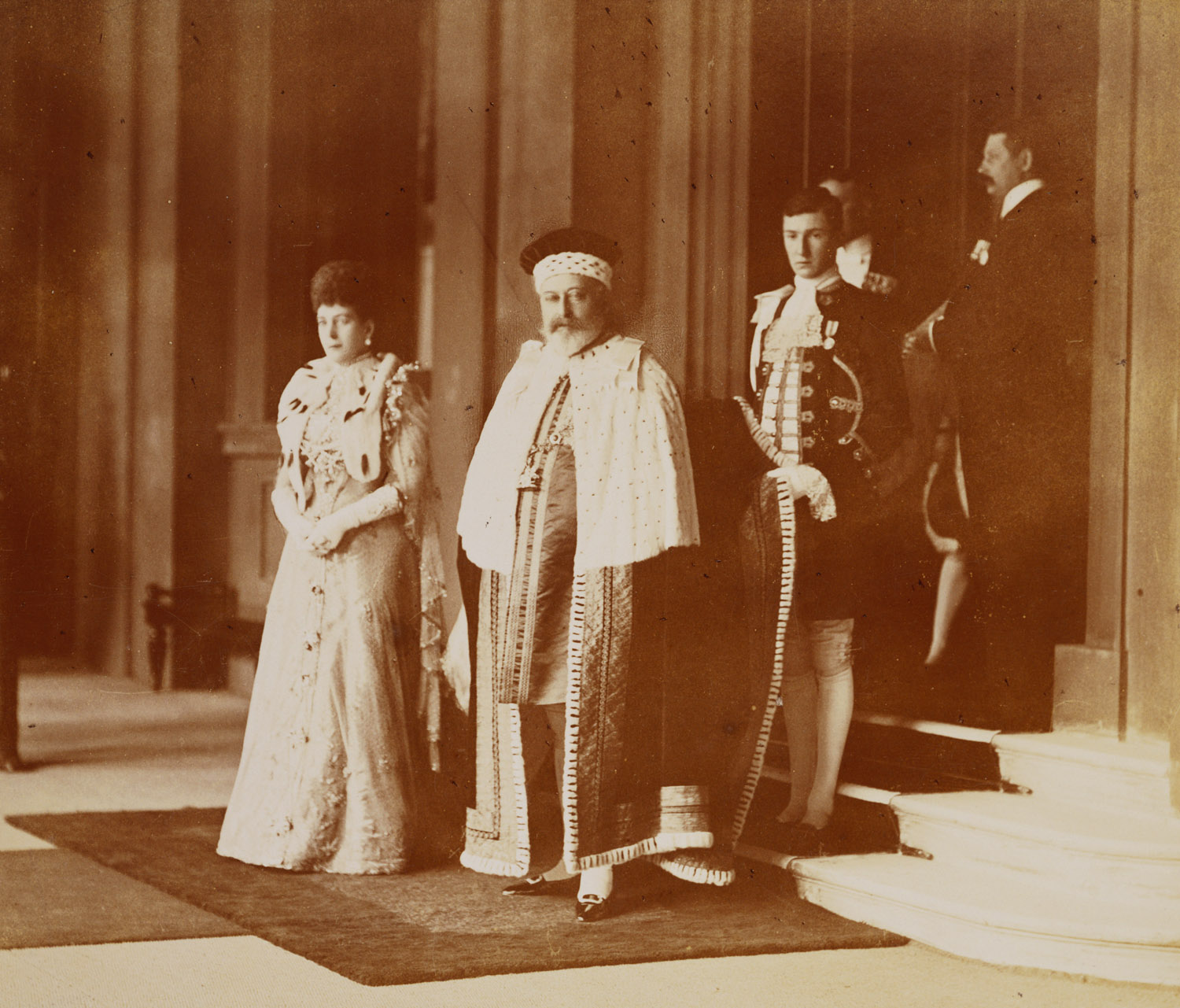
Los reyes abandonando el Palacio de Buckingham para asistir a su coronación

La coronación de la reina Victoria en 1838 había sido un evento sin ensayo y algo mediocre en la abadía, aunque la procesión callejera y las celebraciones en todo el país recientemente extendidas habían sido un gran éxito. Los jubileos de oro y diamante de Victoria habían creado la expectativa de que la coronación de Eduardo sería igualmente una expresión del estatus de la nación como una gran potencia imperial. En diciembre de 1901, se formó un Comité Ejecutivo de Coronación, cuyo miembro principal, el vizconde Esher, trabajó en estrecha colaboración con el rey para establecer la agenda del evento. Esher había sido responsable de organizar el jubileo de diamante de la reina Victoria en 1897 y fue una de las fuerzas impulsoras detrás del renovado entusiasmo por el ceremonial real.  El puesto de director de música se otorgó a Frederick Bridge, el organista y director de coro de la abadía de Westminster; el primer organista de la abadía desde Henry Purcell en recibir ese papel. Bridge había transformado con éxito la calidad de la música en la abadía y había dirigido la música en el jubileo de oro, por lo que había sido nombrado miembro de la Real Orden Victoriana.

## Postergación por enfermedad
En el momento de su adhesión, Eduardo, de 59 años, tenía sobrepeso y le gustaban las comidas copiosas y los puros. Se lanzó a su nuevo cargo, pero sus primeros meses ocupados en el trono estuvieron plagados de una sucesión de enfermedades y lesiones. El 23 de junio de 1902, tres días antes de la fecha fijada para la coronación, Eduardo y su esposa, Alejandra, regresaron del Castillo de Windsor al Palacio de Buckingham para prepararse. Los periodistas extranjeros señalaron que parecía "desgastado y pálido" y que se apoyaba pesadamente en su bastón. Esa noche, el rey y la reina organizaron una cena formal para setenta invitados reales británicos y extranjeros.
Al mediodía del día siguiente, se envió por todo el Imperio un telegrama marcado como "OFICIAL", con la noticia de que la coronación se posponía y que el rey estaba siendo operado. Poco después, se publicó un boletín del equipo médico de Eduardo, que decía que "El rey sufre de peritiflitis. El estado del día sábado era tan satisfactorio que se esperaba que, con cuidado, Su Majestad pudiera asistir a las ceremonias de coronación. El lunes por la noche se manifestó un recrudecimiento que hoy hace necesaria una intervención quirúrgica". Fue suscrito, entre otros, por Lord Lister y Sir Frederick Treves, quienes en realidad llevaron a cabo la operación en una mesa en la sala de música del Palacio de Buckingham, para drenar su quiste abdominal.
El mismo 26 de junio, se llevó a cabo un "servicio solemne de intercesión" en la Catedral de San Pablo de Londres, al que asistieron muchos de los dignatarios británicos y extranjeros que estaban en Londres para la coronación. Aunque los trabajadores recibieron instrucciones de inmediato para comenzar a desmantelar las gradas de madera que se habían erigido a lo largo de la ruta de la procesión, Edward insistió en que se llevaran a cabo las celebraciones regionales y una "Cena de coronación para los pobres de Londres" planificada. Organizado por Sir Thomas Lipton, el 5 de julio se sirvieron 500 000 cenas a londinenses en 800 lugares de la capital. El rey contribuyó personalmente con 30 000 libras esterlinas para el costo y hubo donaciones de empresas comerciales y personas adineradas. El fabricante de dulces Rowntree's proporcionó a cada comensal una lata de chocolate y una bastante mejor para las 60 000 personas que habían actuado como mayordomos con el argumento de que "tendrían una mayor influencia social que los pobres".

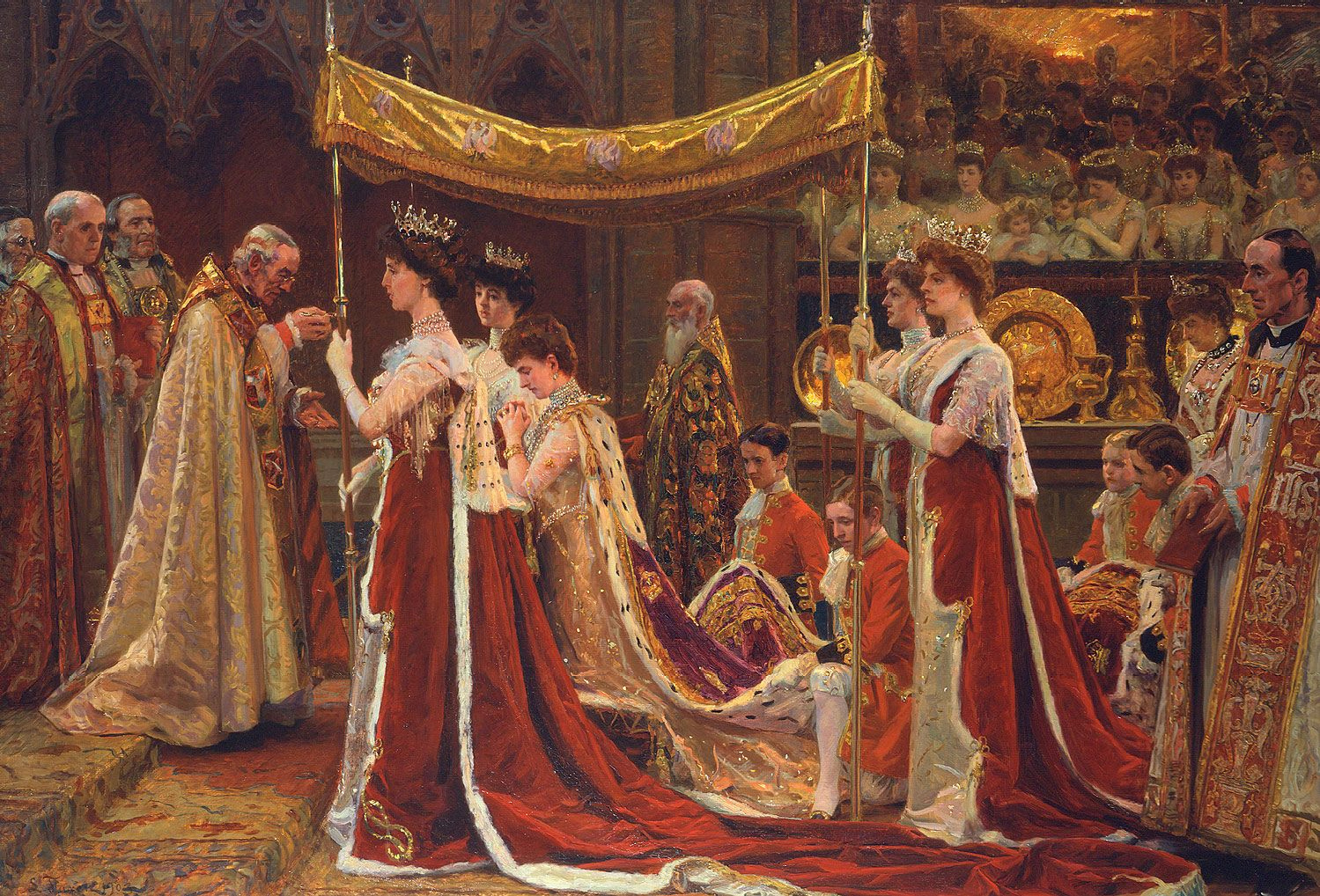
Unción de Alejandra de Dinamarca como reina consorte

Muchas personas tenían la intención de ver la procesión de la coronación, y las habitaciones a lo largo de la ruta planificada se alquilaron a precios elevados para el día esperado de la coronación. El aplazamiento de la coronación dio lugar a muchas demandas de reembolso de los contratos de alquiler, lo que dio lugar a los "Casos de coronación", que sentaron un precedente importante en la doctrina de la frustración del propósito en el derecho consuetudinario inglés.

### Servicio y música
Un efecto de la postergación fue la salida de las delegaciones extranjeras, que no regresaron para la ceremonia reprogramada, dejando a sus países representados por sus embajadores. Esto hizo de la coronación "una celebración doméstica de la raza británica unida por la influencia de la Corona Imperial", según JEC Bodley, el historiador oficial del evento. Entre los 8000 invitados a la abadía se encontraban los primeros ministros de los dominios británicos, treinta y un gobernantes de los estados principescos indios, el Sultán de Perak y la Litunga de Barotseland. The Times se entusiasmó diciendo que "el rey Eduardo es el primero de nuestros reyes en ser asistido en su coronación por un ilustre grupo de estadistas de nuestras colonias autónomas, ya que es el primero en estar acompañado por varios de los grandes príncipes feudales de la India. ... Están obligados a preservar el tejido de la política británica y de la civilización británica".
El contenido del servicio en sí había sido cuidadosamente seleccionado para asegurar que se mantuviera su carácter espiritual, manteniendo la ceremonia lo más breve posible. El borrador fue principalmente obra de Randall Davidson, el obispo de Winchester.
El servicio fue dirigido por el anciano y enfermo Arzobispo de Canterbury, Frederick Temple, quien murió antes de fin de año. Se negó rotundamente a delegar cualquier parte de sus deberes y tuvo que ser apoyado en todo momento por otros dos obispos. Debido a su vista defectuosa, el texto del servicio tuvo que imprimirse en letras gigantes en rollos de papel llamados "pergaminos rápidos"; se conservan en la Biblioteca del Palacio de Lambeth. El arzobispo Temple aportó la mayor parte de las sorpresas en una ceremonia por lo demás espléndida; no pudo levantarse después de arrodillarse para rendir homenaje y tuvo que ser ayudado por el propio Rey y varios obispos, colocó la corona al revés sobre la cabeza del Rey, y cuando un colega le preguntó por su bienestar, él se le dijo que "¡vete!" en voz alta que fue claramente escuchada por la congregación. El Rey también se desvió del orden del servicio; cuando el príncipe de Gales tocó la corona y besó la mejilla izquierda de su padre en el tradicional gesto de homenaje, el rey se puso de pie y arrojó sus brazos alrededor del cuello de su hijo en una inusual muestra de afecto. Otra interrupción provino de la hermana del rey, la princesa Beatriz, quien ruidosamente (pero accidentalmente) dejó caer su libro de servicio de la galería real sobre una mesa dorada.
Debido a que todavía estaba convaleciente, Eduardo había sido coronado con la Corona del Estado Imperial en lugar de la Corona de San Eduardo, que es más pesada. Alexandra fue coronada inmediatamente después de su marido por William Dalrymple Maclagan, arzobispo de York, con una nueva corona que contenía el diamante Koh-i-Noor.
La música fue interpretada por un coro de 430 personas, una orquesta de 65 piezas y 10 trompetistas estatales. En la coronación de 1838, el organista intentó tocar el instrumento y dirigir al mismo tiempo, con el resultado de que ninguna función fue satisfactoria. Bridge no solo delegó el órgano a Walter Alcock, sino que también utilizó dos subconductores. , y además alternó con Parratt en la dirección desde lo alto de la pantalla del órgano. El único error musical real fue que Bridge calculó mal el momento de I Was Glad y terminó el himno antes de que llegara el Rey, teniendo que repetirlo cuando llegó el momento adecuado. Bridge fue salvado por el organista, quien improvisó en el ínterin.

## Procesión y actos finales
La Procesión de Estado originalmente debía haber incluido contingentes militares de Imperio alemán, Austria-Hungría, Dinamarca, del Imperio ruso y del Imperio portugués. Sin embargo, tras el aplazamiento, estos regresaron a casa, dejando el desfile como un asunto totalmente británico e imperial. De un total de 30.000 hombres que marchaban o bordeaban la ruta, más de 2.000 eran representantes de las fuerzas coloniales, del Dominio o indias. El resto representaba a todos los cuerpos y regimientos del ejército británico, la Royal Navy y los Royal Marines. Una procesión de carruajes transportaba a dignatarios británicos y extranjeros y era seguida por los caballerizos del rey, ayudantes de campo y comandantes eminentes, incluidos Lord Kitchener, Lord Roberts y Lord Wolseley.

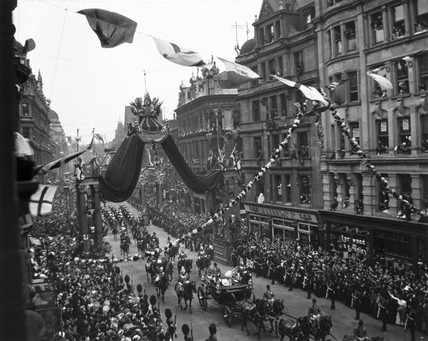
La procesión hacia el Palacio de Buckingham de los recientes elevados reyes del Reino Unido

Una segunda procesión, que estaba prevista para el día siguiente al servicio de coronación para recorrer la ciudad de Londres y Southwark, se pospuso hasta el 25 de octubre debido a la salud del rey.
Aparte de la procesión pospuesta, el evento de coronación final fue la Revisión de la flota el 16 de agosto en Spithead, frente a la costa de Portsmouth. Sin traer un solo buque de guerra de ninguna estación en el extranjero, la Royal Navy pudo reunir 20 acorazados, 24 cruceros y 47 destructores. Se invitó a participar a varios buques de guerra extranjeros. Una multitud estimada de 100.000 personas observaba desde la costa o desde barcos de vapor de recreo y pequeñas embarcaciones en el mar. Aunque hubo no menos de diecisiete revisiones de la flota durante el reinado de Victoria, esta fue la primera que se asoció con una coronación.

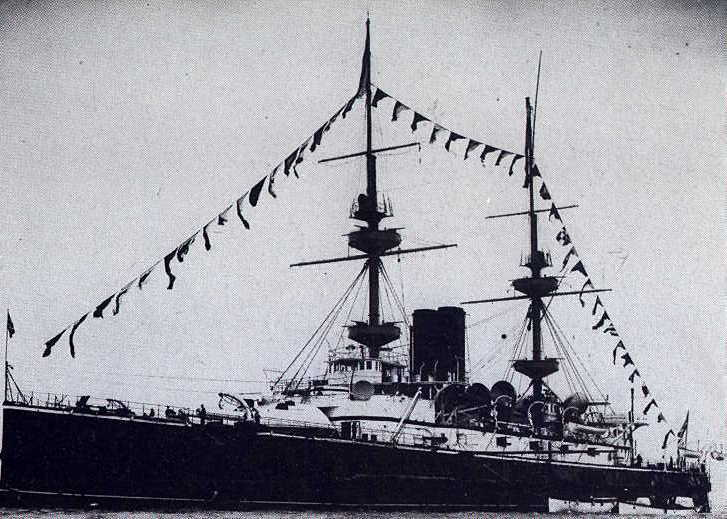
El barco, como parte de la flota para el desfile del rey

En la mañana de la revisión, el Rey tuvo una audiencia a bordo del yate real con tres comandantes Boer; Louis Botha, Christiaan de Wet y Koos de la Rey. Esto es notable porque el Tratado de Vereeniging que puso fin a la Segunda Guerra de los Bóeres, muy reñida, solo se había concluido el 31 de mayo de ese año. Al día siguiente, el rey estaba lo suficientemente bien como para presenciar los ejercicios de la flota en el mar.

### Dignatarios invitados
- Reino Unido:
  - Jorge V del Reino Unido y María de Teck, acompañados por sus hijos mayores y futuros monarcas Eduardo y Alberto.
  - Luisa del Reino Unido y su esposo Alejandro, duque de Fife, hija y yerno del elevado rey.
  - Victoria, hija del Rey.
  - Maud de Gales y su esposo, Haakon VII de Noruega, hija y yerno del Rey.
  - Princesa Luisa, hermana del Rey.
  - príncipe Arturo de Connaught con su esposa Luisa Margarita de Prusia hermano y cuñada del Rey.
  - Elena de Waldeck-Pyrmont, cuñada del Rey.
- Dinamarca: el príncipe Federico de Dinamarca; representando a su padre, Christian IX de Dinamarca.
- Reino de Grecia: Constantino I de Grecia y su esposa Sofia de Prusia.